# Jede Woche Hochzeitstag
Jede Woche Hochzeitstag ist eine Spielfilmproduktion des Fernsehens der DDR aus dem Jahr 1976 die unter der Regie von Klaus Gendries durch das DEFA-Studio für Spielfilme (Potsdam-Babelsberg) entstand. Die Filmkomödie, mit Rolf Hoppe, Helga Labudda und Michael Gwisdek in den Hauptrollen, hatte am 4. Januar 1976 seine TV-Premiere im ersten Programm des DDR-Fernsehens.

## Handlung
Robert Zimmermann ist Standesbeamter mit Leib und Seele und vom täglichen Umgang mit glücklich vermählten Eheleuten geprägt, auch ein strikter Verfechter der Ehe. Als er irgendwann zufällig erfahren muss, dass eines der von ihm getrauten Paare die Scheidungsklage eingereicht hat, ist er in seiner Ehre gekränkt und will diese ‚Niederlage‘ nicht auf sich sitzen lassen. Gemeinsam mit seiner Mitarbeiterin Frau Kühnert will er die Eheleute dazu bewegen, ihre Klage zurückziehen. Das führt zwangsläufig zur Konfrontation mit der jungen Richterin Helga Winkler, die für das Scheidungsverfahren zuständig ist. Aber das nimmt Zimmermann in Kauf. Er kann Winkler beweisen, dass noch ein Fünkchen Hoffnung für die Ehe von Gerhard und Karin Krause besteht. So gibt die Richterin notgedrungen nach und drei Wochen Frist bis zu ihrem Endgültigen Urteil. Gerhard Krause ist im Grunde froh darüber, denn auch er hat seine Ehe noch nicht ganz abgeschrieben. Allerdings hat Karin „einen anderen“ und es könnte schwierig werden diesen ihr wieder „auszureden“.
Standesbeamter Zimmermann will sich derweil bei Richterin Winkler entschuldigen, weil er ungefragt in ihre Anhörung hineingeplatzt war. Da sie bereits Feierabend gemacht hat, sucht er sie in ihrer Wohnung auf und nimmt auch einen Blumenstrauß mit. Winkler fühlt sich geehrt und im näheren Gespräch stellt Zimmermann fest, dass die Richterin keineswegs daran interessiert ist Ehen schnell und möglicherweise übereilt zu scheiden. Auch sie findet eine gewisse Zeit der Besinnung sinnvoll. Auf ihre Frage, ob Zimmermann denn überhaupt verheiratet sei, antwortet er, er wäre es gewesen und hätte bis zu einem Unglücksfall eine äußerst glücklich Ehe geführt. So feierten sie zwar nicht jeden Tag, aber dennoch jede Woche Hochzeitstag! Eine Mitarbeiterin von ihm würde auch nach „diesem Rezept“ verfahren und sei in ihrer Ehe bis heut sehr glücklich. Von Winklers Mutter, die mit im Haus wohnt, erfährt Zimmermann, dass Helga seit ihrer eigenen Scheidung das Vertrauen in die Männer verloren hätte und deshalb mit Leib und Seele Scheidungsrichterin wäre.
Um für die Ehe der Krauses zu kämpfen, mischt sich Zimmermann aktiv in deren Angelegenheit ein. Schon bald findet er heraus, dass Karins neuer Freund Musiker ist und die Frauen ihm nur so nachlaufen. Demzufolge ist er gar nicht daran interessiert Karin zu heiraten. Als Zimmermann ihr das sagt, glaubt sie ihm natürlich nicht. Sie packt trotzdem ihre Sachen und zieht bei Gerhard aus. Doch schon kurze Zeit später ist sie wieder da und die Krauses ziehen am Ende ihren Scheidungsantrag zurück. Richterin Winkler bedankt sich bei Zimmermann und räumt ein, dass sie es gern selbst geschafft hätte, die Ehe zu erhalten. Das gibt ihm zu denken und er bemerkt, wie gedrückt Winkler wirkt. Er schmiedet einen Plan, wie er ihr wieder mehr Selbstvertrauen geben kann und sucht für sie einen neuen Fall. Schon bald findet der sich auch: Elke und Peter Haubold. Sogleich macht sich Zimmermann ans Werk. Er gibt sich als Mitarbeiter der Ehe- und Familienberatung aus und erfährt so, dass die Schwiegermutter der Stein des Anstoßes wäre. Also nimmt sich Zimmermann Trude Haubold gleich mal vor und kann sich von ihrer dominanten Art gleich überzeugen. Er erfährt dabei aber auch, dass tatsächlich nur Trude die treibende Kraft ist und weder ihr Sohn, noch ihr Mann eine Scheidung wirklich wollen. Zimmermann versucht über Trudes Mann etwas zu erreichen und macht Otto Haubold Mut sich durchzusetzen, denn im Falle der Scheidung würde er sein Enkelkind kaum noch sehen. Der Plan geht auf und Otto setzte sich zum ersten Mal gegen seine Frau durch. Die Haubolds ziehen ihre Scheidung zurück und Richterin Winkler ist stolz, dass „ihre beratenden Argumente“ so gut gewirkt haben.
Bei all seinen Bemühungen hat Zimmermann sich mittlerweile in Helga Winkler verliebt. Allerdings ist Helgas geschiedener Mann dies nicht verborgen geblieben und so sucht er das Gespräch mit seiner Exfrau. Schließlich könne sie ihnen doch die gleiche Chance einräumen wie ihren Klienten. Er würde jedenfalls gern noch einmal von vorn anfangen. Als Zimmermann das mitbekommt, ist er am Boden zerstört. Nun findet seine Sekretärin, dass er Aufmunterung brauchen kann und besorgt ihm zur Ablenkung einen neuen Fall. Der erweist sich zunächst als harter Brocken, aber Zimmermann wäre nicht Zimmermann, wenn er nicht auch diese Nuss knacken könnte. Nachdem Helga Winkler zufällig dahinterkommt, dass Zimmermann in aller Heimlichkeit nicht nur diese, sondern auch die Ehe der Haubold gerettet hat, weiß sie, was sie zu tun hat. Sie geht zu Zimmermann und meldet eine Heirat an. Ihre Unterlagen hätte sie dabei, lediglich vom Bräutigam würden sie ihr noch fehlen. Aber den Namen hätte sie: Robert Zimmermann.

## Produktion
- Die Band mit dem fiktiven Namen The Tollies war echt und nannte sich in Wirklichkeit Berlin-Sextett
- Das eingesetzte Bildformat ist 1,33:1 (4:3).[2]
- Gefilmt wurde auf 35 Millimeter Orwocolor-Film.[2]
- An der Produktion des Films waren laut Abspann weiterhin folgende Personen beteiligt:
  - Szenarium: Werner Bernhardy
  - Dramaturgie: Hermann Rodigast
  - Szenenbild: Alfred Thomalla
  - Kostüme: Maria Welzig
  - Produktionsleitung: Irene Ikker
  - Aufnahmeleitung: Heinz Walter, Egon Schlarmann
  - Regie-Assistenz: Irene Weigel
  - Bauausführung: Werner Henseler
  - Requisite: Werner Zettler
  - Maske: Gerhard Petri, Martina Rosemarie
  - Ton: Peter Dienst
  - Mischton: Gerhard Ribbeck
  - Filmfotografie: Waltraut Pathenheimer, Wolfgang Kroffke
  - Beleuchtungsmeister: Werner Baatz
  - Produktionsleitung: Irene Ikker

## Kritik
„Angestaubte Liebesmär mit Ost-Charme“, meinten die Kritiker der Fernsehzeitschrift TV Spielfilm über den Film und bewerteten diesen den Film mit dem Daumen zur Seite.

## DVD-Veröffentlichungen
- 2019: Jede Woche Hochzeitstag (DVD aus der Reihe: DDR TV-Archiv, Studio Hamburg Enterprises, FSK 0, Laufzeit: ca. 86 Minuten, Erscheinungstermin:  26. Juli 2019, EAN: 4052912972193)